# Liste der Königinnen von Aragonien
Die Königinnen von Aragonien waren ab dem Beginn des 12. Jahrhunderts auch Königinnen, Gräfinnen usw. der anderen Länder der Krone von Aragonien. Keine der Königinnen Aragoniens hat als Herrscherin in den Ländern der Krone von Aragonien im eigenen Namen regiert. Durch die Personalunion der Länder der Krone von Kastilien und der Länder der Krone von Aragonien werden die Königinnen ab dem Jahr 1516 als Königinnen von Spanien bezeichnet.
| Name                                     | Heirat | Königin   | Ehefrau von                                   | Anmerkung |
| ---------------------------------------- | ------ | --------- | --------------------------------------------- | --- |
| Gisberga (Ermensinde), 1015–1049         | 1036   | 1036–1049 | Ramiro I., 1000–1063                          | |
| Agnes von Aquitanien, 1030–?             | 1054   | 1054–1062 | Ramiro I., 1000–1063                          | |
| Isabella von Urgel, 1052–1071            | 1065   | 1065–1070 | Sancho I., 1045–1095                          | Die Ehe wurde 1070 annulliert. |
| Felicia von Roucy, ?–1123                | 1070   | 1070–1095 | Sancho I., 1045–1095                          | |
| Agnes von Poitou, ?–1095                 | 1086   | 1095–1095 | Peter I., 1068–1104                           | |
| Urraca von León, 1080–1126               | 1109   | 1109–1116 | Alfons I., 1073–1134                          | Urraca war in León, Galicien und Kastilien Königin aus eigenem Recht. 1116 erkannte Alfons die Nichtigkeitserklärung der Ehe des Papstes an.       |
| Agnes von Aquitanien, 1105–1159          | 1135   | 1135–?    | Ramiro II., 1075–1157                         | Agnes verließ Aragonien im Jahr 1137. |
| Petronella von Aragón, 1136–1173         | 1150   | 1137–1162 | Raimund Berengar IV. von Barcelona, 1113–1162 | Petronella war zwar in Aragonien Königin aus eigenem Recht, die Regierung führte aber ihr Ehemann.                                                 |
| Sancha von Kastilien, 1155–1208          | 1174   | 1174–1196 | Alfons II., 1157–1196                         | |
| Maria von Montpellier, 1182–1213         | 1204   | 1204–1213 | Peter II., 1177–1213                          | |
| Eleonore von Kastilien, ?–1244           | 1221   | 1221–1229 | Jakob I., 1208–1276                           | Die Ehe wurde 1229 annulliert. |
| Yolanda von Ungarn, 1219–1251            | 1235   | 1235–1251 | Jakob I., 1208–1276                           | |
| Konstanze von Sizilien, 1249–1302        | 1262   | 1276–1285 | Peter III., 1240–1285                         | |
| Isabella von Kastilien, 1283–1328        | 1291   | 1291–1295 | Jakob II., 1267–1327                          | Die Ehe wurde 1295 annulliert. Isabella heiratete 1310 Herzog Johann III. der Bretagne.                                                            |
| Blanka von Anjou, 1280–1310              | 1295   | 1295–1310 | Jakob II., 1267–1327                          | |
| María de Chipre, 1279–1319               | 1315   | 1315–1319 | Jakob II., 1267–1327                          | |
| Elisenda de Montcada, 1292–1364          | 1322   | 1322–1327 | Jakob II., 1267–1327                          | |
| Eleonore von Kastilien, 1307–1359        | 1329   | 1329–1336 | Alfons IV., 1299–1336                         | Eleonore heiratete 1319 Jakob von Aragonien, den älteren Bruder von Alfons IV. Die Ehe wurde annulliert.                                           |
| Maria von Navarra, 1330–1347             | 1338   | 1338–1347 | Peter IV., 1319–1387                          | |
| Eleonore von Portugal, 1328–1348         | 1347   | 1347–1348 | Peter IV., 1319–1387                          | |
| Eleonore von Sizilien, 1325–1375         | 1349   | 1349–1375 | Peter IV., 1319–1387                          | |
| Sibila de Fortiá, 1350–1406              | 1377   | 1377–1387 | Peter IV., 1319–1387                          | |
| Violante de Bar, 1365–1431               | 1380   | 1387–1396 | Johann I., 1350–1396                          | |
| Maria de Luna, 1358–1406                 | 1372   | 1396–1406 | Martin I., 1356–1410                          | Beim Tod von Johann I. 1396 befand sich Martin I. in Sizilien. Maria verteidigte die Ansprüche ihres Ehemannes bis zu seiner Ankunft in Aragonien. |
| Margarita von Prades, 1387–1429          | 1409   | 1409–1410 | Martin I., 1356–1410                          | |
| Eleonore Urraca von Kastilien, 1374–1435 | 1394   | 1412–1416 | Ferdinand I., 1380–1416                       | |
| Maria von Kastilien, 1401–1458           | 1415   | 1416–1458 | Alfons V., 1396–1458                          | |
| Juana Enríquez, 1425–1468                | 1444   | 1458–1468 | Johann II., 1397–1479                         | |
| Isabella I. (Kastilien), 1451–1504       | 1469   | 1479–1504 | Ferdinand II., 1452–1516                      | Isabella war Königin von Kastilien aus eigenem Recht.                                                                                              |
| Germaine de Foix, 1488–1538              | 1505   | 1505–1516 | Ferdinand II., 1452–1516                      | Germaine wurde 1523 von Karl I. zur Vizekönigin von Valencia ernannt.                                                                              |